# (15684) 1981 ED28
A (15684) 1981 ED28 a Naprendszer kisbolygóövében található aszteroida. Schelte J. Bus fedezte fel 1981. március 2-án.